# Peire del Vilar
Peire del Vilar (fl. XIII secolo) è stato un trovatore linguadociano di cui non sappiamo quasi nulla.
Della sua opera poetica ci resta un sirventese, Sendatz vermeills, endis e ros, dedicato al conte di Rodez, in cui si preannuncia una guerra con gli inglesi, desiderosi di
riottenere i possedimenti che avevano perduto in Guienna e in Normandia. La data di composizione o, meglio, il periodo di riferimento trattato dal tema varia a seconda degli autori. Secondo alcuni, tra cui Alfred Jeanroy, si tratta della rivolta del 1242, mentre Kendrick propone la guerra franco-catalana del 1285.